# Christian Speirmann
Aemilius Christian Friedrich Speirmann (* 31. Juli 1773 in Arolsen; † 19. April 1825 ebenda) war ein deutscher Beamter, Gutsbesitzer und Abgeordneter im Fürstentum Waldeck.

## Leben
Speirmann war der Sohn des Geheimen Kanzlisten Christian Carl Ludwig Speirmann (* 16. Dezember 1736 in Mengeringhausen; † 2. April 1816 in Arolsen) und dessen Ehefrau Dorothea Friederica Louise geb. Meisner (getauft 4. Dezember 1735 in Arolsen; † 18. Februar 1803 ebenda). Er war evangelisch und heiratete am 12. Oktober 1800 in Arolsen Ernestine Sophie Friederike Cramer (* 26. März 1776 in Arolsen; † 5. Februar 1846 ebenda), die Tochter des Hoffouriers Johann Caspar Cramer († 1800) und dessen Ehefrau Eleonore geborene Klinghammer († 1820). Der Neffe, Carl Friedrich August Speirmann, wurde ebenfalls Abgeordneter.
Speirmann erhielt 1792 die Anwartschaft auf die Stelle des Vaters und wurde 1794 Regierungssekretär in Arolsen. Am 15. Januar 1800 wurde er zugleich auch Geheimer Kammerregistrator. Am 14. Januar 1804 erfolgte die Beförderung zum Geheimen Kanzleisekretär in Arolsen. Am 18. März 1817 wurde er auf eigenen Wunsch zur Landständischen Kammer versetzt. Da der als Nachfolger vorgesehene Kammerschreiber Ernst Friedrich Goette Speirmanns Stelle de facto wohl nie antrat, kehrte dieser in seine alte Position als Geheimer Kabinettssekretär zurück.
Er war Herr auf Haus Cappel. Mit diesem landtagsfähigen Gut war die Mitgliedschaft in den Landständen verbunden. Er war damit (vor 1814) bis zu seinem Tod am 19. April 1825 Waldeckischer Landstand.